# Maatwisseling
Een maatwisseling is een verandering van de maatsoort in een muziekstuk, bijvoorbeeld van 2/4 naar 3/4 of naar 6/8. Bij een maatwisseling verandert de cadans. Ook verandert vaak de sfeer van de muziek, het aantal tellen per maat en het ritme, en soms de duur van een tel. Een maatwisseling kan samenvallen met een verandering van het tempo, wat in bladmuziek wordt aangegeven met een nieuwe tempoaanduiding. Een maatwisseling wordt genoteerd door het schrijven van een nieuwe maatsoort in de notenbalk, soms ter verduidelijking voorafgegaan door een dubbele maatstreep. 
Maatwisselingen komen veelvuldig voor in muziek van hetzij vóór de baroktijd (in de renaissancemuziek bijvoorbeeld ziet men regelmatig wisselingen van een binaire naar ternaire maatsoort en van ternair naar binair), hetzij ná het classicisme en dan vooral in de muziek van na de romantiek. Igor Stravinsky gebruikt maatwisselingen zeer frequent, zoals in zijn meesterwerk "Le Sacre du printemps".
Bij muziekwerken die uit meer dan een deel bestaan vinden maatwisselingen regelmatig plaats bij aanvang van een nieuw deel, zoals in sonates en suites.